# 윌리엄 M. 제닝스 트로피

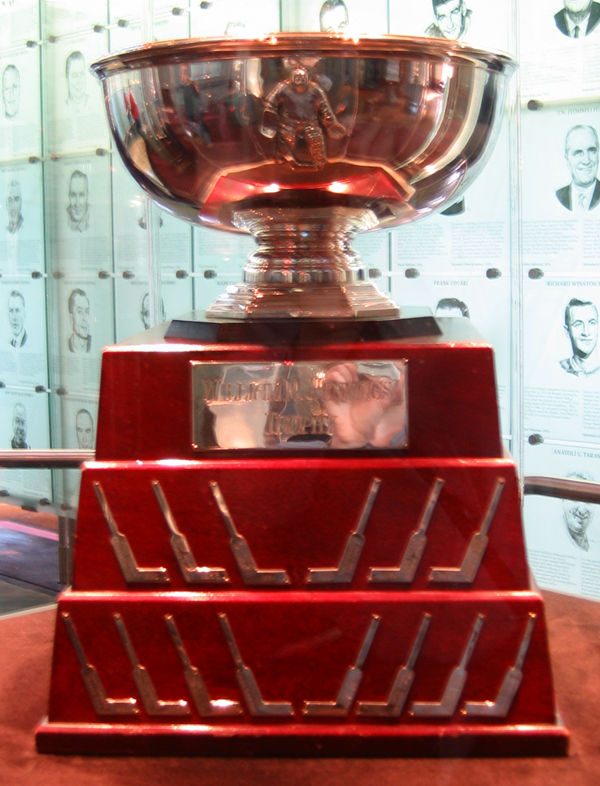
윌리엄 M. 제닝스 트로피

윌리엄 M. 제닝스 트로피(영어: Art Ross Trophy)는 내셔널 하키 리그 (NHL)의 트로피다. 매년 "가장 적은 득점을 허용한 팀의 골텐더"에게 수여된다.